# Hans Ludwig
Hans Ludwig (Danzig, 27 de gener de 1885 - Oberursel, 4 de juny de 1964) va ser un ciclista alemany, que va córrer entre 1907 i 1915. En el seu palmarès destaca la victòria en la primera de les edicions de la Volta a Alemanya, el 1911.

## Palmarès
- 1908
  - 1r a la Viena-Berlín
- 1909
  - 1r a la Rund um Franken
  - 1r a la Rund um Hannover
- 1910
  - 1r a l'Hamburg-Kiel-Flensburg-Hamburg
  - 1r a la Rund um Hannover
  - 1r a la Rund um die bayrische Rheinpalz
- 1911
  - 1r a la Volta a Alemanya i vencedor d'una etapa
  - 1r als Sis dies de Magúncia (amb Jean Rosellen)
- 1912
  - 1r a la Rund um Frankfurt am Main
  - 1r a Meirsterchaft von Oberhein
- 1913
  - 1r a la Völkerschlacht-Jubiläumsfahrt i vencedor d'una etapa
  - 1r a la Rund um den Spessart und die Rhön